# THEATRE BROOK
THEATRE BROOK（シアター・ブルック）は、日本のファンク・ロックバンド。

## 概要
ファンクやヒップホップ、ロックといったありとあらゆるブラックミュージックの要素を取り入れたサウンドでスピリチュアルでスケールの大きなロックを聴かせるバンド。佐藤タイジ曰く、「歌もので大人の演奏をする、ファンキーで踊れるルーツロック。それがシアターブルック」。
メジャー・デビュー当時、メンバーは流動的でコーラス、DJ、サンプラーを扱う人間、パーカッションなど大勢の人間が参加していたが、沼澤尚が参加を始めた1997年頃から固定されていった。
メンバーたちの好きなアーティスト・バンドはプリンス、ジミ・ヘンドリックス、レッド・ツェッペリン、ピンク・フロイド、ニール・ヤング、フィッシュ、サンタナ、イーグルスなど。

## 来歴
※オフィシャルサイトより。
1986年、東京にて佐藤タイジ（Vo, Gt）が中心となって結成。インディーズでの活動を続ける。
1988年12月、ミニ・アルバム『Theatre Brook』（アナログ）をセルフィッシュ・レコードからリリース。
1990年1月、Red Hot Chili Peppersの初来日公演のライブ・サポートを務める。12月、ミニアルバム『非国民』をセルフィッシュ・レコードのクーデター・レーベルからリリース。
1993年9月、アルバム『SENSEMILLA』をセルフィッシュ・レコードからリリース。
1995年6月、ミニ・アルバム『CALM DOWN』でEpic/Recordsからメジャー・デビュー。収録曲の「ありったけの愛」がFM各局でパワープレイされる。同年、中條卓（Ba）が正式加入。
1996年からエマーソン北村（Key）がサポートで参加。
1997年、クリストファー・ドイルの映画「タイフーンシェルター」のサウンドトラックを担当。同年から沼澤尚（Dr）がサポートで参加。
2000年7月、フジロックフェスティバル2000に出演。
2003年7月、フジロックフェスティバル '03に出演。8月、ライジング・サン・ロックフェスティバル'03に出演。
2005年5月、フォーライフミュージックエンタテイメントのgutレーベルへ移籍。それを機にエマーソン北村と沼澤尚が正式に加入し、メンバーが4人となる。
2007年12月、バンドとして煮詰まったのと佐藤の多忙なソロ活動で年間5、6本のライブしかできない状況だったことを理由に、2年間の活動休止を発表。
2009年12月、活動を再開。
2010年、エピックに復帰して復活後の第一弾シングル「裏切りの夕焼け」をリリース。オリコン上位を記録。活動再開を機に事務所を独立。
2011年の東日本大震災後、武道館ライブをソーラー電気だけで行う「THE SOLAR BUDOKAN」を企画。
2013年から野外フェスを全てソーラーの電気だけで開催する「中津川THE SOLAR BUDOKAN」を主宰。
2014年、楽器の録音、ボーカル・コーラス録音、ミックス、マスタリングに至るまで、全ての作業を100%太陽光発電で生まれた電気を活用して行った楽曲「もう一度世界を変えるのさ」を制作、またフェス、ライブをソーラーライブで実施。
2015年、メジャー・デビュー20周年を迎え、記念アルバム『LOVE CHANGES THE WORLD』をリリース。
2016年、結成30周年を迎える。

## メンバー

### 現在のメンバー
- 佐藤タイジ（さとう たいじ、1967年1月26日 - ）ボーカル・ギター担当。

作詞・作曲を担当し、独自の感性を持ったギターサウンドでシアターブルックのサウンドを牽引。
町田康とのユニット・ミラクルヤングや森俊之とのユニット・The SunPaulo、大塚愛らと組んだバンド・Rabbit、女性ボーカリストをフィーチャーした個人ユニットTaiji All Stars、TAIJI at THE BONNET、インディーズ電力などでも活動。
「100%太陽の力だけでロックコンサート!」を目標に、ソーラーで武道館ライブ、ソーラーで野外フェスを開催。
- 中條卓（なかじょう たかし、1965年1月18日 - ）ベース担当。

元benzoの平泉光司、セッションドラマーの小島徹也とのバンドCOUCH（2003年から）、ドラマー沼澤尚とのバンドblues.the-butcher-590213（2007年から）やOKI DUB AINU BAND、Leyonaや浅井健一などソロアーティストのサポート等で活動中。
1995年の正式加入後は佐藤タイジと共にバンドのアレンジや方向性を担う。
- エマーソン北村（エマーソン きたむら、1962年5月17日 - ）キーボード担当。

元MUTE BEAT、JAGATARA。
セッションミュージシャンとして忌野清志郎&2・3's、EGO-WRAPPIN'、斉藤和義、Leyona等、インディー、メジャーを問わず数多くのアーティスト・バンドをサポート。
1996年にサポート開始、2005年に正式加入。
2021年10月1日、無期限活動休止を発表。
- 沼澤尚（ぬまざわ たかし、1960年4月19日 - ）ドラムス担当。

83年から00年までLAに在住し、チャカ・カーンやボビー・ウーマック、シーラ・E等の海外アーティストのツアーやライブに参加しながら、バンド13CATSとして活動。
97年からシアターブルックにサポートメンバーとして参加、帰国後の2005年に正式メンバーとして加入。
様々なバンドやユニットで活動する一方、セッション・ミュージシャンとしてTHE BLUES POWER、安藤裕子、スガシカオ、Leyona、井上陽水、奥田民生等をサポート。

### 元メンバー
- 新見（にいみ）初代ボーカリスト。

- 高月（たかつき）ベース担当。

- 川野（かわの）キーボード担当。

- 吉澤昭広（よしざわ あきひろ）サンプリング、MOOG担当。

- 与西泰博（よにし やすひろ）ターンテーブル担当。

- 三嶋光博（みしま みつひろ）ドラムス担当。

## ディスコグラフィー

### 参加作品
- A Hundred Birds「AFRICA feat.Taiji Sato from Theatre Brook」
- 『ALL THE CHILDREN ARE INSAIN』（1988年8月　アナログ盤のみで未CD化）
A2.「SHADOWS OF FLOWERS」
- 『SURF TIME Japan』（2003年5月21日）
8.「ありったけの愛」
- 『外道狂TRIBUTE～ゲゲゲの外道讃歌～』（2003年10月29日）
6.「何?」
- 『PARADE〜RESPECTIVE TRACKS OF BUCK-TICK〜』（2005年12月21日）
8.「六月の沖縄」
- 『WHITE OUT 3 ～real snowboarder's compilation～』（2006年12月6日）
13.「世界で一番SEXYな一日」
- 『奥田民生・カバーズ』（2007年10月24日）
Disc2 7.「これは歌だ」
- 『鴨志田穣・西原理恵子ラストコラボレーション 戦場カメラマンの唄』（2008年9月24日）
1.「戦場カメラマンの歌」
- 『デュラララ!! OST ベストヒット池袋 サイケデリミックス』（2011年2月23日）
20.「裏切りの夕焼け (TV Size Long Ver)」

## タイアップ一覧
フジテレビ系年末ドラマ『タイフーン・シェルター』（1997年）に起用された楽曲は、サウンドトラック「Typhoon Shelter」を参照。
| 使用年 | 曲名                                   | タイアップ                                                                  |
| ------ | -------------------------------------- | --------------------------------------------------------------------------- |
| 1996年 | ドレッドライダー                       | NHK-FM『ミュージック・スクエア』エンディングテーマ                          |
| 1997年 | 捨てちまえ                             | フジテレビ系『来来圏』エンディングテーマ                                    |
| 1998年 | 透き通らず                             | ビターズ・エンド配給映画『アートフル・ドヂャース』主題歌                    |
| 1998年 | まぶたの裏に                           | テレビ東京系『JAPAN COUNTDOWN』エンディングテーマ                           |
| 1999年 | ぜんまいのきしむ音                     | BIG JOHN CMソング                                                           |
| 1999年 | 涙の海                                 | BIG JOHN CMソング                                                           |
| 2000年 | ありったけの愛                         | NHK-BS2『新・真夜中の王国』エンディングテーマ                               |
| 2000年 | ただの道                               | BIG JOHN CMソング                                                           |
| 2010年 | 裏切りの夕焼け                         | MBS・TBS系アニメ『デュラララ!!』第1期オープニングテーマ（第1話 - 第12.5話） |
| 2010年 | 裏切りの夕焼け                         | PSP用ゲームソフト『デュラララ!! 3way standoff』オープニングテーマ           |
| 2015年 | もう一度世界を変えるのさ（album ver.） | NHK-FM『ミュージックライン』8・9月度エンディングテーマ                      |

## ヘヴィー・ローテーション/パワープレイ

### テレビ
| 放送年 | 曲名           | ヘヴィー・ローテーション/パワープレイ     |
| ------ | -------------- | ----------------------------------------- |
| 1995年 | ありったけの愛 | スペースシャワーTV 1995年7月度POWER PUSH! |

### ラジオ
| 放送年 | 曲名             | ラジオヘヴィー・ローテーション/パワープレイ |
| ------ | ---------------- | ------------------------------------------- |
| 1995年 | ありったけの愛   | FM802 1995年7月度ヘヴィー・ローテーション   |
| 1995年 | ありったけの愛   | FM-NIIGATA 1995年7月度パワープレイ          |
| 1996年 | ドレッドライダー | NORTH WAVE 1996年6月度POWER PLAY            |

## ミュージック・ビデオ
| 監督              | 曲名 |
| 植田大介          | 「オレタチフューチャー」「ドレッドライダー」 |
| CHRISTOPHER DOYLE | 「まばたき」 |
| 須永秀明          | 「捨てちまえ」 |
| 滝本登鯉          | 「SNAKE BOOTS (Live Ver.)」 |
| 武藤真志          | 「ぜんまいのきしむ音」「心臓の目覚める時」「世界で一番SEXYな一日」「裏切りの夕焼け」 |
| 瀬々敬久          | 「DREAD RIDER」「DREAD RIDER (LIVE Ver.)」「SOUL DIVER」「あふれ出すばかり」「ありったけの愛」「ありったけの愛 (NEW VERSION)」「（最近の）ありったけの愛」「まぶたの裏に」「ノックしつづける男」 |

## 出演

### ラジオ番組
- 「TALISMAN de la SUERTE」（1996年4月 - 、FMノースウェーブ）[6]